# Jinan Center Financial City
La Jinan Center Financial City est un vaste complexe de gratte-ciels en cours de développement à Jinan en Chine. Il est composé quatorze tours de bureaux d'une hauteur comprise entre 123 et 339 mètres. Son achèvement a eu lieu en 2020. 
Le plus haut immeuble du complexe est la YunDing Tower haute de 339 m.